# Erster Japanisch-Chinesischer Krieg
Pungdo – Seonghwan – Pjöngjang – Yalu – Jiuliangcheng – Lüshunkou – Weihaiwei – Yingkou – Pescadoren
Der Erste Japanisch-Chinesische Krieg (chinesisch 甲午戰爭 / 甲午战争, Pinyin jiǎwǔ zhànzhēng – „Jiawu-Krieg“, jap. 日清戦争 nisshin sensō) oder Erste Sino-Japanische Krieg war ein Krieg zwischen Japan und der Qing-Dynastie in China, der vom 25. Juli 1894 bis zum 17. April 1895 ausgetragen wurde. Auslöser waren Streitigkeiten um Einfluss auf der Koreanischen Halbinsel. Nach mehr als sechs Monaten ununterbrochener Erfolge der japanischen Land- und Seestreitkräfte und dem Verlust der Häfen von Lüshunkou (Port Arthur) und Weihaiwei bat die Qing-Regierung im Februar 1895 um Frieden und unterzeichnete zwei Monate später den Vertrag von Shimonoseki, der den Krieg beendete.
Ende des 19. Jahrhunderts war die koreanische Joseon-Dynastie noch einer der tributpflichtigen Staaten Chinas, während Japan sie als Ziel für ihre imperiale Expansion betrachtete. Im Juni 1894 entsandte die Qing-Regierung auf Ersuchen des koreanischen Kaisers Gojong 2800 Soldaten, um bei der Niederschlagung der Donghak-Bauernrevolution zu helfen. Die Japaner sahen darin einen Verstoß gegen die Tientsin-Konvention von 1885 und entsandten ein Expeditionskorps von 8000 Soldaten, das in Incheon landete. Die Armee zog nach Seoul, nahm den koreanischen Kaiser gefangen und errichtete am 23. Juli 1894 mit der Besetzung von Gyeongbokgung eine pro-japanische Regierung. Die Qing-Regierung beschloss, ihre Truppen abzuziehen, verweigerte aber die Anerkennung der pro-japanischen Regierung, die der Kaiserlichen Japanischen Armee das Recht eingeräumt hatte, die chinesische Verstärkungsarmee aus Korea zu vertreiben. Etwa 3000 chinesische Soldaten blieben noch in Korea und konnten nur auf dem Seeweg versorgt werden. Am 25. Juli gewann die japanische Marine die Schlacht von Pungdo und versenkte den britischen Dampfer Kowshing, der 1200 Qing-Verstärkungen an Bord hatte. Am 1. August wurde der Krieg erklärt.
Nach der Schlacht um Pjöngjang am 15. September zogen sich die chinesischen Truppen in die Mandschurei zurück, so dass die Japaner die Kontrolle über Korea übernehmen konnten. Zwei Tage später erlitt die Beiyang-Flotte in der Schlacht am Yalu-Fluss eine entscheidende Niederlage, und ihre verbliebenen Schiffe zogen sich nach Port Arthur zurück. Im Oktober 1894 marschierte die japanische Armee in die Mandschurei ein und eroberte am 21. November Port Arthur. Japan eroberte Weihaiwei auf der Halbinsel Shandong am 12. Februar 1895. Dies gab Japan die Kontrolle über den Zugang zu Peking, und der Qing-Hof begann Anfang März Verhandlungen. Der Krieg endete mit dem Vertrag von Shimonoseki am 17. April, der China verpflichtete, eine massive Entschädigung zu zahlen und die Insel Taiwan, die Pescadores-Inseln und Liaodong-Halbinsel an Japan abzutreten. Auch in Korea gewann Japan eine vorherrschende Stellung.
Der Krieg zeigte, dass die Versuche der Qing-Dynastie, ihr Militär zu modernisieren und sich gegen Bedrohungen ihrer Souveränität zu verteidigen, gescheitert waren, insbesondere im Vergleich zu Japans erfolgreicher Meiji-Restauration. Zum ersten Mal verlagerte sich die regionale Dominanz in Ostasien von China nach Japan. Das Prestige der Qing-Dynastie erlitt zusammen mit dem klassischen Weltbild und der Tradition in China einen schweren Schlag. Der Verlust Koreas als tributpflichtiger Staat löste einen beispiellosen öffentlichen Aufschrei aus. In China war die Niederlage ein Katalysator für eine Reihe politischer Unruhen, die von Sun Yat-sen und Kang Youwei angeführt wurden und in der Revolution von 1911 und dem endgültigen Ende der dynastischen Herrschaft in China gipfelten.

## Hintergründe
In den zwei Jahrhunderten vor 1854 hatte das Shogunat den Außenhandel stark eingeschränkt – hauptsächlich mit europäischen Nationen – mit Ausnahme von Korea (über Tsushima), dem China der Qing-Dynastie (über die Ryukyu-Inseln) und den Niederlanden (über den Handelsposten Dejima). Im Jahr 1854 öffnete Kommodore Matthew Perry Japan durch die implizite Androhung der Anwendung von Gewalt für den Welthandel und leitete damit eine Periode der raschen Entwicklung des Außenhandels und der Verwestlichung des Landes ein.
In den Jahren nach der Meiji-Restauration von 1868 nach dem Fall des Shogunats entsandten die Japaner Delegationen und Studenten in die ganze Welt, um westliche Künste und Wissenschaften zu erlernen und sich zu eigen zu machen, mit dem Ziel, nicht nur zu verhindern, dass Japan unter Fremdherrschaft fällt, sondern dem Land zu ermöglichen, unter gleichen Bedingungen mit den westlichen Mächten zu konkurrieren.

### Machtverhältnisse in Ostasien
Das Kaiserreich China war jahrhundertelang die Hegemonialmacht in Ostasien und die angrenzenden Staaten waren über ein System der Tributpflichtigkeit und des nominellen Vasallentums eingebunden. Korea galt als der größte, älteste und zugleich auch letzte Tributstaat Chinas, dessen Gelehrte enge Beziehungen zu ihren chinesischen Kollegiaten pflegten.
Innenpolitisch wurde das Kaiserreich durch die Taiping-Rebellion und weitere Aufstände erschüttert. Ab den 1850ern wurde seit dem Ersten Opiumkrieg die Unterlegenheit Chinas gegenüber den westlichen Nationen offensichtlich. Der chinesische Kaiserhof hielt trotz der Infragestellung durch die militärischen Niederlagen am grundsätzlichen Staatskonzept fest und versuchte auch seine Außenpolitik gegenüber den asiatischen Staaten weiter gemäß dem alten System zu verfolgen. Teile der herrschenden Elite versuchten im Rahmen der Tongzhi-Restauration, das konfuzianische System durch Übernahme westlicher Innovationen auf militärischem, technologischem und wirtschaftlichem Gebiet zu stabilisieren. Die Modernisierungsbestrebungen blieben aber unkoordiniert und fanden auf der Ebene von Provinzfürsten statt. Der prominenteste Reformer war Li Hongzhang, dessen Reformen durch Ausbau des Eisenbahn- und Telegraphennetzes und Modernisierung des Militärs vor allem die Stärkung der militärischen Widerstandsfähigkeit ins Auge fasste.
Japan hatte 1854 seine Politik der Abschließung infolge einer amerikanischen Intervention aufgeben müssen. In den Jahren nach dem dadurch ausgelösten Fall des Shogunats und speziell der Meiji-Restauration 1868 transformierte sich Japan von einer feudalen Gesellschaft hin zu einem modernen Industriestaat. Dazu sandte Japan Gesandte und Studenten in die westliche Welt aus, damit diese dort deren Technik und Künste erlernen konnten und nach Japan brachten. Dies geschah nicht nur, um zu verhindern, dass Japan unter ausländische Dominanz fiel, sondern auch, um sich auf gleicher Augenhöhe mit den westlichen Mächten messen zu können. Neben der Revision der Ungleichen Verträge strebte Japan eine eigenen Einflusssphäre in Ostasien an, um seinerseits die Rolle der ostasiatischen Hegemonialmacht einzunehmen. Dabei spielte Korea als mögliches militärisches Sprungbrett nach China wie auch als möglicher Raum für den Aufbau einer japanischen Einflusssphäre für die japanische Führung eine zentrale Rolle. Ziel Japans war dabei die Erschließung Koreas mit modernen wirtschaftlichen und technischen Methoden unter japanischer Vorherrschaft. Dabei sah sich Japan neben China auch in Konkurrenz zur wachsenden russischen Präsenz in Ostasien. Die japanische Führung fürchtete, dass Russland durch den Bau der Transsibirischen Eisenbahn zur Hegemonialmacht der koreanischen Halbinsel aufsteigen könne.
Während China und Japan die durch westliche Staaten erzwungenen Öffnungen und Verträge hinnehmen mussten, gelang es Korea unter der Regentschaft von Heungseon Daewongun, westliche Einflussnahme zu verhindern. Der Regent bekämpfte Ineffizienz und Korruption in der Verwaltung und schränkte die Privilegien der Yangban ein. Ebenso reformierte er das Steuersystem und schuf Aufstiegschancen für Untertanen ohne adlige Abstammung. Die Politik des Regenten schaffte es, den vorher verbreiteten Bauernaufständen die Ursache zu entziehen, zog aber den Unmut der Hofgesellschaft und einflussreicher Adliger auf sich. 1866 ordnete er ein Massaker an den Christen im Land an, bei dem mehrere tausend Koreaner und einige wenige Franzosen getötet wurden. Das Massaker führte dazu, dass sich Ende des Jahres keine westlichen Ausländer mehr im Land aufhielten. Mit der Machtübernahme des Königs Gojong wurden die Reformen von Heungseon zurückgenommen, die Abschirmung von westlichen Einflüssen und die Tributpflicht gegenüber China beibehalten.

Als junge, aufstrebende Regionalmacht richtete Japan seine Aufmerksamkeit zunehmend auf Korea. Um seine Interessen und seine Sicherheit zu gewährleisten, wollte Japan verhindern, dass andere Staaten Korea annektierten, sich als dessen Schutzmacht etablierten oder auch nur Koreas Selbstständigkeit ausbauten, indem sie dessen Verwaltung und Wirtschaft reformierten. Der preußische Berater in Japan Jakob Meckel drückte es folgendermaßen aus: „Korea ist ein Dolch, der auf das Herz Japans gerichtet ist.“ Japans Ansicht war also, dass die Anwesenheit von militärischen Einheiten anderer Staaten seinen eigenen nationalen Interessen zuwiderlief, und es war deshalb entschlossen, die jahrhundertelange chinesische Oberhoheit über Korea zu beenden. Darüber hinaus erkannte Japan auch den Nutzen der koreanischen Kohle- und Eisenerz-Ressourcen für seine eigenen industriellen Bestrebungen. Koreas Agrarprodukte waren außerdem wichtig, um die stark wachsende japanische Bevölkerung ernähren zu können.
Am 27. Februar 1876 zwang Japan Korea nach mehreren Zwischenfällen und Konflikten zwischen koreanischen Isolationisten und Japanern zum Japanisch-Koreanischen Freundschaftsvertrag, wonach sich Korea für den Handel mit Japan öffnen musste. Ähnliche Verträge schloss Korea daraufhin auch mit anderen Ländern ab.
In den Jahren 1876, 1880 und 1881 wurden die Vertragshäfen Pusan, Wonsan und Incheon geöffnet. Japan wurde dadurch zum Hauptaußenhandelspartner Koreas und absorbierte rund 90 % der Exporte des Landes, mehrheitlich Baumwolle, Reis und Soja. Dies führte auf dem Land zu steigenden Nahrungsmittelpreisen.

## Ursachen

### Krise von 1882
Im Jahr 1882 litt die koreanische Halbinsel unter einer schweren Dürre, die zu Lebensmittelknappheit und Unzufriedenheit in der Bevölkerung führte. Korea stand am Rande des Bankrotts; die koreanische Regierung war nicht mehr in der Lage, die Rechnungen zu begleichen, speziell gegenüber dem Militär. Das führte zu rasch wachsender Unzufriedenheit unter den koreanischen Soldaten, die seit Monaten keinen Sold mehr erhalten hatten. Am 23. Juli kam es schließlich zu Meuterei und Unruhen in Seoul, und Soldaten plünderten zusammen mit der Bevölkerung die Reislager. Am nächsten Morgen wurden der Herrscherpalast und Regierungseinrichtungen angegriffen, bevor sich der Mob gegen das Gebäude der japanischen Gesandtschaft wandte. Der japanischen Gesandtschaft gelang zwar die Flucht nach Chemulpo und später nach Nagasaki an Bord des britischen Forschungsschiffes HMS Flying Fish, doch entsandte Japan als Reaktion vier Kriegsschiffe und ein Bataillon nach Seoul, um japanische Interessen zu schützen und Wiedergutmachung zu verlangen. China schickte daraufhin 4.500 Soldaten nach Korea, um seine Interessen gegenüber den Japanern zu wahren. Mit dem schließlich am 30. August 1882 abgeschlossenen Vertrag von Chemulpo nahmen die Spannungen noch einmal ab. Der Vertrag sah vor, dass die Verantwortlichen für den Aufstand bestraft würden und die Familien getöteter Japaner 50.000 Yen Entschädigung erhielten. Die japanische Regierung erhielt 500.000 Yen Entschädigung, eine offizielle Entschuldigung und die Erlaubnis, auf dem Gelände der japanischen Gesandtschaft Truppen zu stationieren und eine Kaserne zu errichten.

### Gapsin-Putsch
Im Jahr 1884 überraschte eine Gruppe pro-japanischer Reformer um Kim Ok-gyun die konservative, pro-chinesische Regierung Koreas und riss in einem Staatsstreich die Macht an sich. In einem ebenso blutigen Gegenschlag schaffte es die koreanische Regierung jedoch mit Hilfe chinesischer Hilfstruppen unter General Yuan Shikai, die Kontrolle wieder zu erlangen und die den Putsch unterstützenden japanischen Truppen aus Seoul zu vertreiben. Bei dieser Revolte kamen nicht nur einige Reformer ums Leben, es wurde auch die japanische Gesandtschaft niedergebrannt und japanische Soldaten und Zivilisten getötet. Dies führte zu einem Streit zwischen Japan und China, welcher letztlich im 1885 abgeschlossenen Vertrag von Tientsin nochmals befriedet werden konnte. Darin vereinbarten die beiden Staaten, ihre jeweiligen Expeditionsstreitkräfte aus Korea abzuziehen, keine militärischen Berater zur Ausbildung koreanischer Truppen zu entsenden und den jeweils anderen Staat im Voraus zu verständigen, wenn beabsichtigt werde, Truppen nach Korea zu schicken. Die Japaner jedoch waren trotzdem zunehmend frustriert über die chinesischen Bemühungen, den japanischen Einfluss auf Korea zu begrenzen. Trotzdem verließen nach Abschluss des Vertrages chinesische und japanische Truppen Korea, und die diplomatischen Beziehungen zwischen Japan und Korea wurden wieder hergestellt. Yuan Shikai blieb als chinesischer Statthalter in Korea, eine Position, die er bis zum Krieg innehaben sollte. Er versuchte zwar, den chinesischen Handel mit Korea zu fördern und den japanischen Handel einzugrenzen, jedoch mit begrenztem Erfolg, denn Japan blieb Koreas größter Handelspartner. In der Folgezeit wurden chinesische Telegrafen eingeführt und Korea an das chinesische Telegrafennetz angeschlossen sowie finanzielle Unterstützung seitens der Qing-Dynastie an Korea geleistet. In Japan erregte der fehlgeschlagene Putschversuch große öffentliche Aufmerksamkeit. Im öffentlichen Diskurs war erstmals eine zivilisatorische Mission Japans gegenüber China und Korea Thema. Die veröffentlichte Meinung formulierte Expansionsbestrebungen auf das asiatische Festland. Die japanische Regierung reagierte auf die Rückschläge in ihrer Koreapolitik mit einer weiteren Forcierung der Aufrüstung, insbesondere der Marine.

### Nagasaki-Zwischenfall
1886 kam es bei einem Aufenthalt der chinesischen Beiyang-Flotte im japanischen Nagasaki zu Unruhen und einer regelrechten Straßenschlacht, nach japanischer Darstellung ausgelöst durch undisziplinierte chinesische Matrosen, die Sachschaden anrichteten und japanische Frauen und Kinder belästigten. Bei den Kämpfen wurden auch einige japanische Polizisten von den chinesischen Matrosen getötet.
Die Qing-Regierung beschuldigte Japan, die chinesischen Matrosen angegriffen und viele verletzt zu haben, als diese ihrerseits lediglich Geschenke nach Nagasaki gebracht hätten. China behauptete weiter, dass Japan nichts unternommen habe, um die Matrosen zu schützen.
Zu diesem Zeitpunkt war die chinesische Flotte deutlich stärker als die japanische, weswegen die Qing-Dynastie eine Entschuldigung an Japan ablehnte und auf ihre Überlegenheit zu See vertraute – allein das in Deutschland gebaute chinesische Flaggschiff Dingyuan (insgesamt waren vier chinesische Schiffe in Nagasaki) war größer als alle japanischen Kreuzer. Auch ein Vorfall während des Gapsin-Putsches war noch frisch im japanischen Kollektivgedächtnis präsent; damals sollen 2.000 Qing-Soldaten 400 japanische Soldaten vertrieben haben.

### Kim Ok-gyun
Am 28. März 1894 wurde der pro-japanische koreanische Revolutionär Kim Ok-gyun in Shanghai ermordet. Kim war am Gapsin-Putsch 1884 beteiligt und nach dessen Scheitern nach Japan geflohen. Aufforderungen der koreanischen Regierung, Kim auszuliefern, wurden von Japan abgelehnt. Kim Ok-gyun wurde schließlich in eine Falle gelockt. Als er auf Einladung von Li Hongzhang in Shanghai eintraf, wurde er in einem japanischen Gasthaus im internationalen Viertel vom Koreaner Hong Jong-u ermordet. Seine Leiche wurde anschließend mit einem chinesischen Kriegsschiff nach Korea geschickt, dort gevierteilt und als Warnung an andere pro-japanische Rebellen öffentlich zur Schau gestellt. Die japanische Regierung war darüber empört und wertete das als direkten Angriff auf ihre Würde und ihr Ansehen.

### Donghak-Aufstand
Die Spannungen zwischen China und Japan waren also im Juni 1894 erheblich, dennoch war der Krieg noch nicht unausweichlich. Der Donghak-Aufstand in Korea veranlasste König Gojong am 1. Juni 1894 dazu, chinesische Truppen zur Niederschlagung des Aufstands anzufordern. China schickte daraufhin 2.800 Mann unter dem Kommando von Yuan Shikai, wobei sich aber bald herausstellte, dass die Chinesen gar nicht gebraucht wurden, um die Aufstände niederzuschlagen. Laut den Japanern informierte die chinesische Regierung die Japaner nicht über diese Truppenentsendung und verletzte somit den Vertrag von Tientsin. Wegen dieser Vertragsverletzung reagierte Japan, indem es seinerseits eine 8.000 Mann starke Expeditionsstreitkraft nach Korea schickte. Die ersten 400 Soldaten erreichten am 9. Juni Seoul, weitere landeten am 12. Juni bei Incheon. Laut chinesischen Angaben hätten die Japaner die Chinesen jedoch ermutigt, der koreanischen Bitte um Unterstützung Folge zu leisten, und japanische Offizielle hätten versichert, Japan habe nicht vor, deswegen zu intervenieren. So sei der chinesische Verantwortliche Li Hongzhang zu der "falschen Annahme verleitet worden, dass Japan keinen Krieg wagen würde, während Tokyo in Wahrheit bereits vollkommen darauf vorbereitet war." Japan verlangte jedenfalls, dass China mit Japan gemeinsam die koreanische Regierung reformieren solle, was von China aber abgelehnt wurde. Korea verlangte den Abzug der japanischen Truppen, was wiederum von Japan abgelehnt wurde. Die japanische Expeditionsstreitmacht nahm schließlich Anfang Juni den koreanischen König gefangen, besetzte den Königlichen Palast und bildete eine neue koreanische Regierung aus pro-japanischen Koreanern. Die neue Regierung wurde am 25. Juli angelobt. Die neue koreanische Regierung gewährte Japan schließlich das Recht, die Chinesen gewaltsam aus Korea zu entfernen, und Japan schickte noch weitere Truppen. Da China wiederum die neue koreanische Regierung nicht anerkannte, kam es zum Krieg.

## Kräftevergleich

### Japan
Japans Reformen im Zuge der Meiji-Restauration gaben vor allem dem Flottenbau hohe Priorität, ferner der Aufstellung einer effizienten modernen Armee. Japan hatte darum zahlreiche Militärs nach Europa gesandt, um dort die Stärke und Taktiken der europäischen Armeen und Flotten zu studieren.

#### Kaiserlich Japanische Marine
Die Kaiserlich Japanische Marine wurde nach dem Vorbild der britischen Royal Navy aufgestellt. Britische Berater wurden nach Japan entsandt, um die japanische Flottenführung auszubilden; japanische Studenten wiederum wurden nach Großbritannien geschickt, um dort die Royal Navy zu studieren und zu beobachten. Durch diese Ausbildung und Lektionen war Japan in der Lage, eine Flotte aufzustellen, die bezüglich Seemannskunst und Artillerie professionell geschult war. Zu Beginn des Krieges verfügte Japan über 12 moderne Kriegsschiffe, eine Fregatte, 22 Torpedoboote und zahlreiche Hilfskreuzer. Japan hatte noch keine Schlachtschiffe und orientierte sich darum an der Jeune-École-Doktrin, die schnelle, kleine Kriegsschiffe wie Kreuzer und Torpedoboote bevorzugte, mit ausreichender Bewaffnung, um größere Schiffe zerstören zu können.

#### Kaiserlich Japanische Armee
Das Heer des Meijistaates bestand 1893 aus 6.000 Offizieren, 12.000 Unteroffizieren und 60.000 aktiven Wehrpflichtigen. Die Kriegsstärke der Armee konnte durch 270.000 Reservisten verstärkt werden. Die nach westlichem Vorbild im Aufbau befindlichen Streitkräfte verwendeten einheimisch produzierte moderne Gewehre, waren jedoch bei Artillerie und technischem Gerät oft auf Importe minderer Qualität angewiesen, da Japan die dafür erforderliche industrielle Produktionskapazität fehlte. Während des Krieges mobilisierte die Armee mehr als 220.000 Reservisten und brachte die Gesamtstärke der sieben regulären Divisionen auf 125.000 Mann. Rund 100.000 Soldaten wurden während des Krieges als Reserve und in der Logistik auf den Hauptinseln Japans eingesetzt. Die japanische Expeditionsarmee rekrutierte rund 153.000 koreanische Arbeiter, die in Zivil die Streitkräfte in der Logistik unterstützten.

### China
Obwohl die Beiyang-Streitkräfte die bestausgerüsteten und modernsten Einheiten Chinas bildeten, so war doch Korruption ein ernstes Problem. Militärische Anführer und Beamte unterschlugen sogar während des Krieges Rüstungsgelder. Das führte dazu, dass die Beiyang-Flotte nach ihrer Aufstellung 1888 keine Schlachtschiffe erwerben konnte. Der Ankauf von Munition endete 1891, weil Gelder umgeleitet wurden, um damit den Sommerpalast in Peking zu bauen. Auch die Logistik war ein großes Problem, da man den Bau von Eisenbahnen in der Mandschurei unterlassen hatte. Die Moral in den chinesischen Armeen war generell sehr niedrig wegen geringer Bezahlung, geringem Prestige, Opiumkonsum und schlechter Führung, was auch zu schmachvollen Rückzügen führte, wie zur Aufgabe des gut befestigten und verteidigbaren Weihaiwei.

#### Beiyang-Armee
Das China der Qing-Dynastie hatte keine einheitliche nationale Armee. Als Folge des Taiping-Aufstands war die Armee in Einheiten aus Mandschu, Mongolen, Hui (Muslime) und Han aufgeteilt worden, die wiederum in großteils unabhängige regionale Kommandos unterteilt waren. Während des Krieges wurden die Kämpfe fast ausschließlich von der Beiyang-Armee und der Beiyang-Flotte geführt; Hilferufe wurden aus regionaler Rivalität von anderen chinesischen Armeen oft einfach ignoriert. Gleichzeitig waren chinesische Streitkräfte auch mit der Dungan-Revolte in Qinghai beschäftigt, bei der es tausende Todesopfer gab.

#### Beiyang-Flotte
Die chinesische Marine hatte kein nationales Oberkommando. Sie war in vier Flotten (Beiyang, Nanyang, Fujian, Guandong) aufgeteilt. 1894 umfassten diese vier Einheiten 65 größere Kriegsschiffe und 43 Torpedoboote. Die Beiyang-Flotte war die stärkste der vier Einheiten und entsprach ungefähr der Stärke der gesamten japanischen Seestreitkräfte. Die Flotte wurde als die stärkste Flotte Ostasiens angesehen. Die Befehlsgewalt und administrative Zuständigkeit für die Flotten lag dabei bei den regionalen Machtzentren. Für die Beiyang-Flotte war der Vizekönig von Zhili Li Hongzhang verantwortlich.
Die Beiyang-Flotte war eine von vier modernisierten Flotten der späten Qing-Dynastie, die Schiffe wurden dabei vor allem von Li Hongzhang wesentlich finanziell unterstützt. Jedoch wurden die Schiffe nicht ausreichend gewartet, und auch die Disziplin war mangelhaft. So vertrieben sich Wachen teilweise mit Glücksspiel ihre Zeit, Türen zwischen wasserdichten Schotten wurden offengelassen, Müll wurde in Geschützrohre entsorgt und Schwarzpulver unter der Hand verkauft und durch Kakao ersetzt. Am Yalu-Fluss war ein Geschütz eines Schlachtschiffes von Admiral Ting sogar verpfändet worden.

## Verlauf

Übersicht der Truppenbewegungen während des Ersten Japanisch-Chinesischen Krieges

- 1. Juni 1894: Während der Donghak-Rebellion bewegen sich Einheiten der Rebellen auf Seoul zu. Der koreanische Herrscher bittet um Unterstützung aus China, um die Rebellion niederzuschlagen.
- 6. Juni 1894: Ungefähr 2.800 chinesische Soldaten werden nach Korea transportiert, um die Rebellion niederzuschlagen. Japan erklärt, dass es darüber zuvor nicht informiert wurde und China somit den Vertrag von Tientsin verletzt habe. China wiederum versichert, dass Japan informiert wurde.
- 8. Juni 1894: Japanische Soldaten greifen auf Seiten der Reformer in den Donghak-Aufstand ein.
- 11. Juni 1894: Die Donghak-Rebellion ist beendet.
- 13. Juni 1894: Die japanische Regierung gibt per Telegraph dem japanischen Oberbefehlshaber der Truppen in Korea Ōtori Keisuke die Anweisung, trotz des Endes der Rebellion so lange wie möglich in Korea zu bleiben.
- 16. Juni 1894: Der japanische Außenminister Mutsu Munemitsu trifft sich mit dem chinesischen Botschafter in Japan Wang Fengzao, um den zukünftigen Status Koreas zu besprechen. Wang erklärt, dass die Chinesen sich nach dem Ende der Rebellion wieder aus Korea zurückziehen wollen, und erwartet dasselbe auch von den Japanern. China will darüber hinaus wieder einen chinesischen Statthalter in Korea ernennen, um die traditionelle Oberhoheit Chinas über Korea beizubehalten.
- 22. Juni 1894: Weitere japanische Truppen treffen in Korea ein. Der japanische Außenminister Mutsu weist Ōtori an, Druck wegen der japanischen Forderungen auf Korea auszuüben.
- 26. Juni 1894: Ōtori schlägt dem koreanischen König Gojong ein paar Reformen vor, die von diesem zurückgewiesen werden. Des Weiteren besteht er auf dem Rückzug der Japaner.
- 7. Juli 1894: Eine vom britischen Botschafter in China anberaumte Mediation zwischen China und Japan scheitert.
- 19. Juli 1894: Die Japaner stellen eine kombinierte Flotte auf, bestehend aus fast allen Schiffen der Kaiserlich Japanischen Flotte, und bereiten sich auf den Krieg vor. Mutsu telegrafiert Ōtori, er solle alle Schritte, die ihm nötig erschienen, unternehmen, um die koreanische Regierung zu den japanischen Reformvorschlägen zu zwingen.
- 23. Juli 1894: Japanische Truppen dringen in Seoul ein, nehmen den koreanischen König gefangen und setzen eine pro-japanische Regierung ein, die wiederum alle Chinesisch-Koreanischen Verträge für ungültig erklärt und der japanischen Armee das Recht gewährt, die chinesischen Truppen aus Korea zu vertreiben.
- 25. Juli: Die Kampfhandlungen der verfeindeten Länder beginnen mit einem Seegefecht, als vier japanische Kreuzer auf drei chinesische Kriegsschiffe aus Busan treffen. Beide Seiten behaupten später, der Gegner habe zuerst angegriffen. Sieger der Auseinandersetzung sind die japanischen Schiffe, von den chinesischen Schiffen erreicht nur ein Kreuzer die Basis in Weihaiwei.

Während die japanischen Schiffe diesen verfolgen, treffen sie auf ein ursprünglich britisches Handelsschiff, das chinesische Truppen befördert. (Details siehe Abschnitt: Schlacht von Pungdo)
- Die Kriegserklärung zwischen China und Japan erfolgt etwa eine Woche später, am 1. August 1894.

## Geschehnisse während des Krieges
China hatte zunächst auf koreanische Bitte hin Truppen nach Korea entsandt. Im Gegenzug hatte Japan zunächst knapp 4.000 Soldaten geschickt und diese danach laufend verstärkt. Im Juli 1894 hatte China 3.000 bis 3.500 Soldaten vor Ort, die einer deutlichen Übermacht der Japaner gegenüberstanden. Versorgt wurden die Chinesen über das Meer und die Stadt Asan. Das erste Ziel der Japaner war deshalb eine Blockade Asans, um die Chinesen anschließend auf dem Land einzukesseln.

### Schlacht von Pungdo
Am 25. Juli 1894 stellten die japanischen Kreuzer Yoshino, Naniwa und Akitsushima auf einer Patrouille vor Asan den chinesischen Kreuzer Tsi-yuan und das Kanonenboot Kwang-yi. Die chinesischen Schiffe hatten Asan verlassen, um sich mit einem weiteren chinesischen Kanonenboot, der Tsao-kiang, zu treffen, welches einen Transporter nach Asan eskortierte. Nach einem zirka einstündigen Gefecht entkam die Tsi-yuan, während die Kwang-yi auf Felsen auflief, woraufhin ihr Pulvermagazin explodierte.
Die Kow-shing war ein britisches Handelsschiff der Indochina Steam Navigation Company in London unter Kapitän T. R. Galsworthy. Das Schiff war von der Qing-Regierung gemietet worden, um Truppen nach Korea zu verschiffen. Das Schiff sollte am 25. Juli 1894 anlegen.
Der japanische Kreuzer Naniwa unter dem Kommando von Kapitän Tōgō Heihachirō fing die beiden Schiffe ab. Das Kanonenboot wurde gekapert. Dann befahlen die Japaner der Kow-shing, der Naniwa zu folgen, und verlangten, dass alle Europäer an Bord auf die Naniwa transferiert werden sollten. Die 1.200 chinesischen Soldaten an Bord der Kow-shing drohten jedoch damit, Kapitän Galsworthy und die anderen Europäer umzubringen. Nach vier Stunden erfolgloser Verhandlungen ließ Kapitän Tōgō schließlich das Feuer auf die Kow-shing eröffnen. Ein erster abgefeuerter Torpedo der Naniwa verfehlte die Kow-shing; daraufhin feuerte die Naniwa eine Breitseite auf das Schiff. Dies lenkte die chinesischen Wachmänner an Bord der Kow-shing so lange ab, dass ein paar Europäer über Bord springen konnten. Die Japaner retteten drei Männer sowie einen deutschen Passagier und brachten sie nach Japan, der Rest starb bei der Versenkung. Die Versenkung der Kow-shing löste beinahe einen Konflikt zwischen Japan und Großbritannien aus, aber das japanische Vorgehen entsprach den internationalen Gepflogenheiten zum Umgang mit Meuterern.

### Konflikt in Korea
Von der pro-japanischen koreanischen Regierung dazu ermächtigt, chinesische Truppen aus Korea zu vertreiben, marschierte eine ca. 4.000 Mann starke japanische Streitkraft unter Ōshima Yoshimasa in schnellem Marsch von Seoul aus nach Asan, um die 3.500 Chinesen dort zu stellen. Am 28. Juni 1894 trafen sie schließlich knapp außerhalb Asans aufeinander. Es entwickelte sich eine Schlacht, die bis 07:30 Uhr am Folgetag dauerte. Die Chinesen verloren die Schlacht und flohen schließlich nach Pjöngjang. Die Chinesen verloren dabei 500 Mann an Toten und Verwundeten gegenüber 82 japanischen Verlusten.
Am 1. August wurde offiziell der Krieg zwischen Japan und China erklärt. Am 4. August sammelten sich die verbliebenen chinesischen Streitkräfte in Pjöngjang, wo sie auch durch frisch aus China entsandte Truppen auf 13.000 bis 15.000 Mann verstärkt wurden. Die chinesischen Soldaten reparierten und bauten anschließend Verteidigungsanlagen, um den japanischen Vormarsch aufhalten zu können.
 Am 15. September 1894 näherte sich schließlich die Kaiserlich Japanische Armee von mehreren Seiten Pjöngjang. Die Japaner besiegten schließlich die Chinesen durch einen Angriff in deren Rücken und nahmen die Stadt ein. Geschützt von schweren Regenfällen und der nächtlichen Dunkelheit, flohen die restlichen chinesischen Truppen aus Pjöngjang und marschierten entlang der Küste nach Uiju. Die Verluste der Chinesen betrugen ca. 2.000 Tote und 4.000 Verwundete, während die Japaner 102 Tote, 433 Verwundete und 33 Vermisste zu verzeichnen hatten. Am 16. September 1894 war schließlich ganz Pjöngjang von der japanischen Armee eingenommen.

### Niederlage der Beiyang-Flotte
Am 17. September 1894 kam es zur Seeschlacht am Yalu, als japanische Kreuzer die größere chinesische Beiyang-Flotte nahe der Mündung des Flusses Yalu stellten. Die Japaner versenkten acht der zwölf chinesischen Kriegsschiffe und sicherten sich somit die Seeherrschaft im Gelben Meer. Die Chinesen schafften es allerdings, 4.500 Soldaten an der Yalu-Mündung anzulanden. Die Seeschlacht am Yalu war die größte Seeschlacht des Krieges und ein großer Propagandasieg der Japaner.

### Invasion der Mandschurei
Nach der Niederlage bei Pjöngjang verließen die Chinesen Korea und bezogen Verteidigungsstellungen auf der chinesischen Seite des Grenzflusses Yalu nahe Jiuliangcheng. Nachdem die Japaner am 10. Oktober Verstärkung erhalten hatten, stießen sie schnell nach Norden in Richtung Mandschurei vor. In der Nacht des 24. Oktober überquerten die Japaner unentdeckt den Yalu mittels einer Ponton-Brücke, und am Nachmittag des Folgetages nahmen sie den Außenposten Hushan östlich von Jiuliangcheng ein. Nach weniger als drei Stunden Kampf flohen die chinesischen Verteidiger aus Jiuliangcheng und ließen dabei große Mengen an Versorgungsgütern und Ausrüstung zurück. Mit der Einnahme von Jiuliangcheng hatten die Japaner nun eine Basis auf chinesischem Territorium erobert, von der aus sie weiter vorstoßen konnten.

Danach teilten die Japaner ihre Armee in zwei Gruppen: Die 5. Division unter General Nozu Michitsura stieß weiter nach Norden Richtung der mandschurischen Hauptstadt Mukden vor, die 3. Division unter Lt. General Katsura Tarō verfolgte die fliehenden Chinesen nach Westen Richtung Liaodong-Halbinsel.
Ebenfalls am 24. Oktober 1894 landete die japanische 2. Armee unter Ōyama Iwao auf der Liaodong-Halbinsel und nahm bis zum 7. November Talienwan ein, bevor sie die Belagerung von Lüshunkou (Port Arthur) begann.

### Einnahme von Lüshunkou, Weihaiwei und den Pescadoren
Bis zum 21. November 1894 nahmen die Japaner schließlich Lüshunkou (Port Arthur) ein. Dabei kam es in der Folge zu einem Massaker der Japaner an Chinesen, welches tausende Todesopfer forderte (die genauen Opferzahlen sind bis heute umstritten).
Der Rest der chinesischen Beiyang-Flotte hatte sich wiederum in den stark befestigten Hafen von Weihaiwei zurückgezogen. Die Japaner blockierten mit ihrer Flotte den Hafen und landeten bis zum 22. Januar 1895 die 2. Division unter Lt. General Sakuma Samata und die 6. Division unter General Kuroki Tamemoto an, um die Stadt von Land her zu erobern. Nach einem ca. neunstündigen Kampf gaben die chinesischen Verteidiger auf, obwohl beinahe alle Verteidigungsanlagen noch intakt waren. Die dadurch ihrer Basis beraubte chinesische Flotte wurde von den Japanern teilweise versenkt oder ergab sich bis zum 12. Februar 1895. Der chinesische Flotten-Oberbefehlshaber Admiral Ting beging Selbstmord.
Mit den Eroberungen von Lüshunkou (Port Arthur) und Weihaiwei kontrollierten die Japaner den Golf von Bohai, womit ihnen der Seeweg nach Peking offenstand. Bis zum 5. März 1895 siegten die Japaner auch bei Yingkou in der Schlacht von Yingkou und rückten auch auf dem Landweg aus der Mandschurei Richtung Peking vor.
Nach der Einnahme von Lüshunkou kam es in der japanischen Regierung zu einem Richtungsstreit. Heeresminister Yamagata Aritomo und die Militärführung forderten den Durchmarsch nach Peking. Premierminister Ito Hirobumi und das Außenministerium lehnten den Vormarsch auf die chinesische Hauptstadt ab, da sie befürchteten, dass er westliche Mächte zum Eingreifen bewegen könne. Ito setzte Yamagatas Abberufung aus dem Ministeramt beim Kaiser durch und begrenzte somit die japanischen Kriegsziele.

Vom 23. bis zum 26. März landeten die Japaner auf den Pescadores-Inseln westlich Taiwans und eroberten sie im Handstreich unter minimalen Verlusten. Dadurch waren die chinesischen Einheiten auf Taiwan vom Nachschub aus dem Festland abgeschnitten, wodurch die Japaner wiederum im Friedensvertrag von Shimonoseki die Übergabe Taiwans durchsetzen konnten. Taiwan erklärte sich zwar zur unabhängigen Republik Formosa, wurde allerdings bis zum Oktober 1895 von den Japanern erobert.

## Ende des Krieges

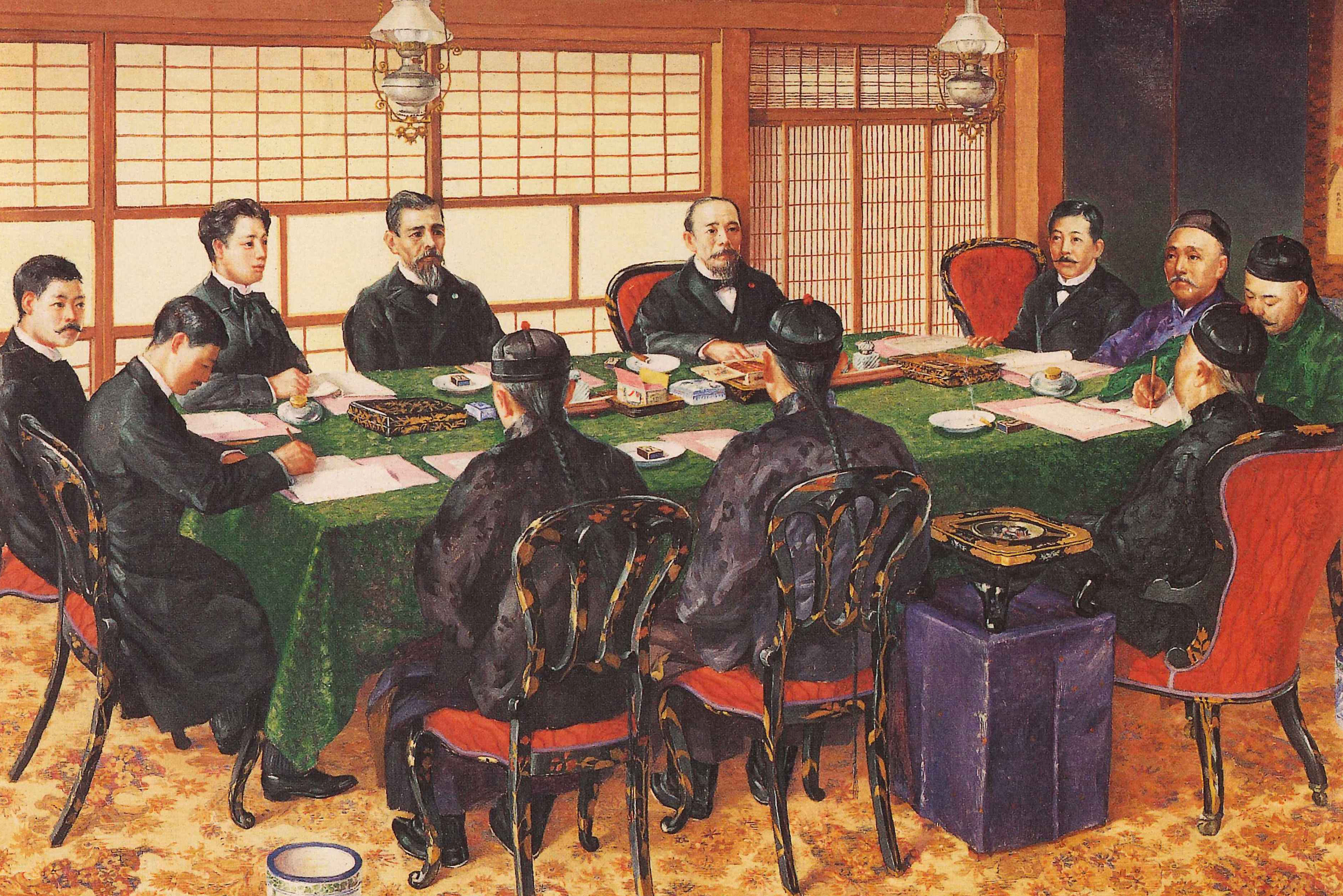
Japanisch-Chinesischer Friedensverhandlungen in Shimonoseki

Der Friedensvertrag von Shimonoseki am 17. April 1895 legte folgendes fest:
- Japan erhielt die Pescadores-Inseln, Taiwan und die Liaodong-Halbinsel.[26]
- China beendete seine Tributbeziehungen zu Korea und musste eine hohe Geldsumme von 200.000.000 Silber-Taels als Entschädigung an Japan zahlen.[27]  Zusätzlich wurden die chinesischen Handelshäfen verpflichtet, sich für japanische Handelsschiffe zu öffnen.

## Folgen

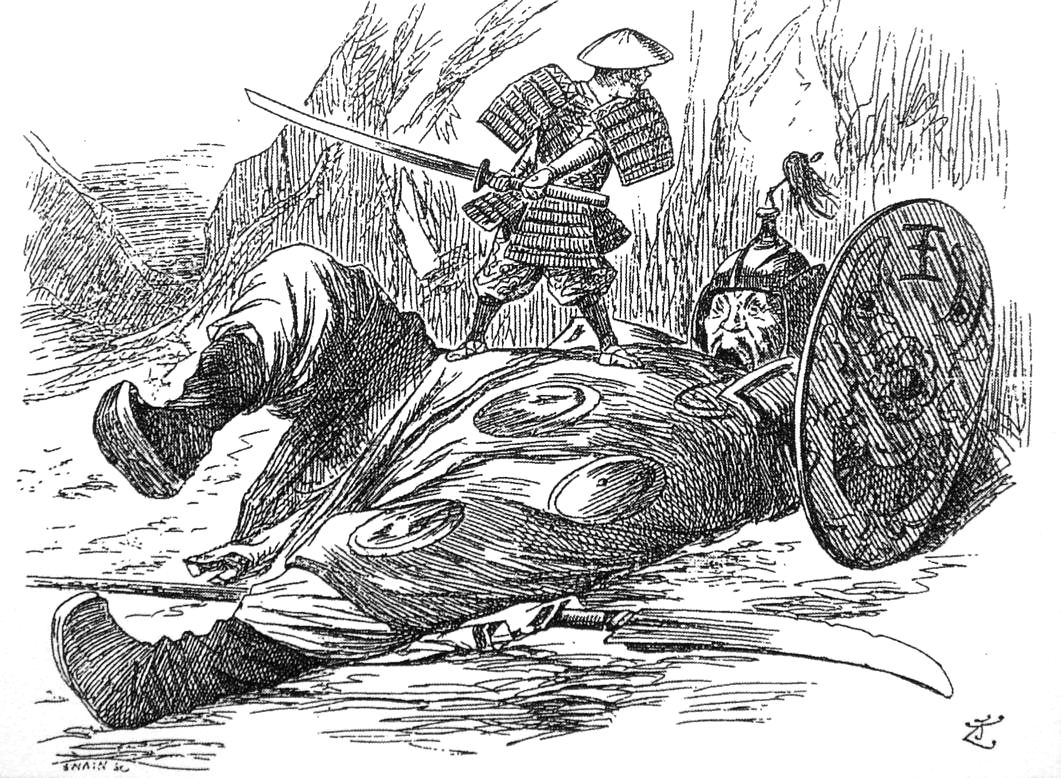
Die satirische Zeichnung der Zeitschrift Punch vom 29. September 1894 zeigt den Sieg des „kleinen“ Japan über das „große“ China

Sieger des acht Monate dauernden Krieges war Japan, die chinesischen Truppen wurden vielerorts vernichtend geschlagen und China kapitulierte. Der japanische Erfolg war das Resultat der mehr als zwanzig Jahre zuvor begonnenen Modernisierung und Industrialisierung. Der Krieg zeigte die Überlegenheit der nach westlichem Vorbild trainierten und taktisch unterwiesenen japanischen Armee. Die Kaiserlich Japanische Armee und Flotte fügte den Chinesen durch bessere Aufklärung, Organisation, Ausdauer und Strategie eine Reihe von Niederlagen zu. Das Ansehen Japans wuchs dadurch in der westlichen Welt, und der Sieg etablierte Japan als die dominante Macht in Ostasien. Das japanische Militär förderte diese Wahrnehmung in der westlichen Öffentlichkeit. Während es von chinesischer Seite zahlreiche Morde, Verstümmelungen an Kriegsgefangenen und als illoyal wahrgenommenen Zivilisten gab, unterband die japanische Armee solche Übergriffe seitens der eigenen Kräfte. Die gute Behandlung chinesischer Kriegsgefangener wurde durch ihre öffentlichkeitswirksame Versorgung in Japan durch das japanische Heer herausgestellt. Während chinesische Medien oft Falschmeldungen über den militärischen Verlauf brachten, ließ die japanische Armee westliche Journalisten bei ihren Einheiten zu.

Für China wurde durch diese Niederlage die Ineffizienz ihrer Regierung und Politik sowie die Korruption der Qing-Administration offenbar. Diese Niederlage war für China demütigender als jede Niederlage zuvor, einschließlich der im Ersten Opiumkrieg. Denn Japan war zuvor als ein untergeordneter Teil der chinesischen kulturellen Einflusssphäre betrachtet worden. Mittelfristig war dies einer der entscheidenden Auslöser für den Zerfall des chinesischen Kaiserreiches. Weiterhin nahm durch die Niederlage die ausländerfeindliche Stimmung und Agitation zu, was fünf Jahre später im Boxeraufstand kulminierte.

Obwohl Japan seine Kriegsziele alle erreicht hatte, musste es anschließend einen Rückschlag hinnehmen: Russland, Frankreich und Deutschland zwangen Japan unter Kriegsandrohung in der Intervention von Shimonoseki zur Rückgabe der Liaodong-Halbinsel an China gegen eine zusätzliche Entschädigung von 30 Millionen Silber-Taels. Russland selbst pachtete 1898 Port Arthur (Lüshunkou) für 25 Jahre als Marinebasis von China, Großbritannien für 25 Jahre Weihaiwei und für 99 Jahre Kowloon. Deutschland pachtete Kiautschou mit der Hauptstadt Tsingtao, Frankreich Guangzhouwan, beide ebenfalls für 99 Jahre.

Auch in Korea musste Japan einen Rückschlag hinnehmen. Zwar war es Japan gelungen, den chinesischen Einfluss auf Korea zu beenden, jedoch profitierte hiervon vor allem Russland. Korea führte zunächst von 1894 bis 1896 mit westlicher und japanischer Unterstützung die Gabo-Reformen durch.